# جيرارد فان هونثورست

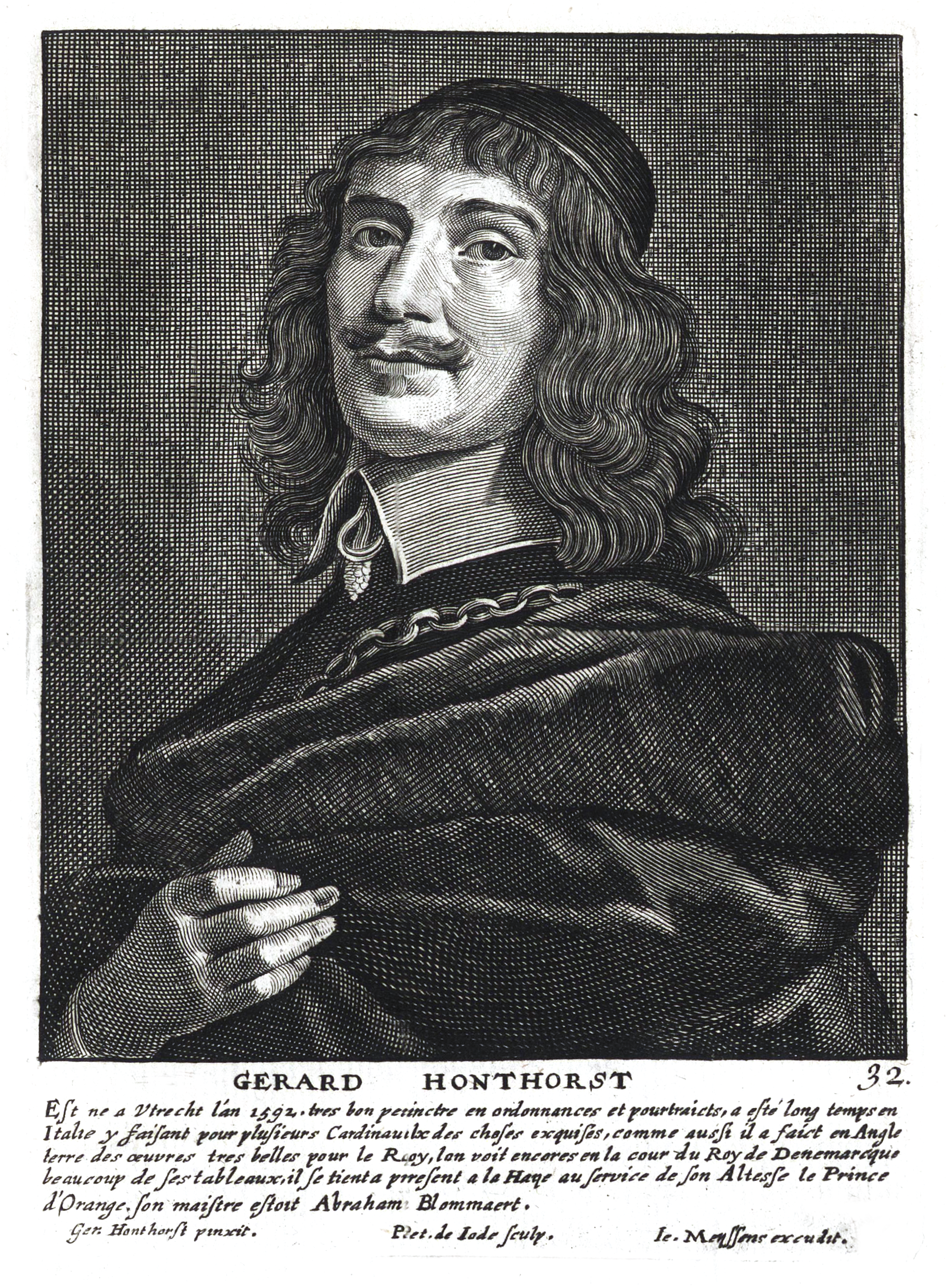
جيرارد فان هونثورست

جيرارد فان هونثورست (بالهولندية: Gerard van Honthorst) وهو رسام هولندي ولد في يوم 4 نوفمبر 1592، خلال مهنته زار روما وتعلم هناك الرسم، وكان كارافاجيو من أشهر ألذين تعلم الرسم منه وثم عاد إلى هولندا وواصل مهنة الرسم هناك وإختص برسم البورتريه الشخصيات وتوفي في يوم 27 أبريل 1656.

## رسوماته

رسومات دينية لجيرارد فان هونثورست
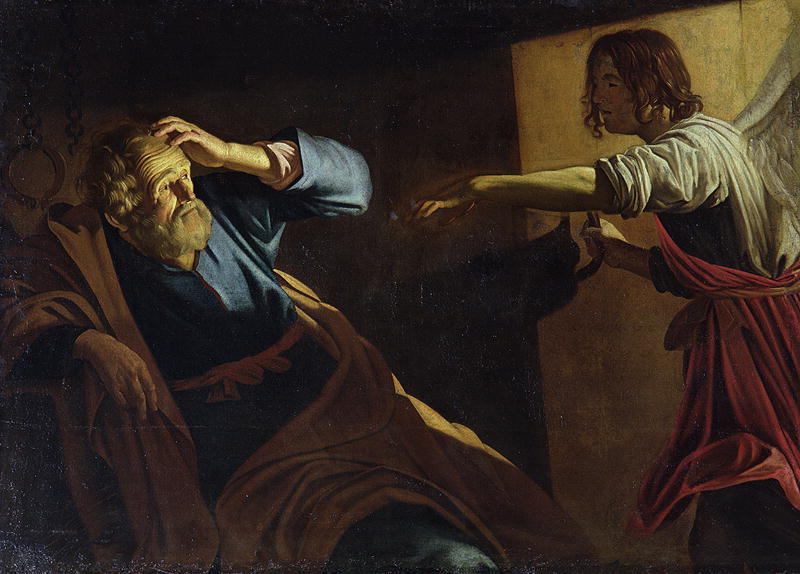
St. Peter Being Freed from Prison, 1616-1618, المتحف الوطني في برلين  [لغات أخرى]‏
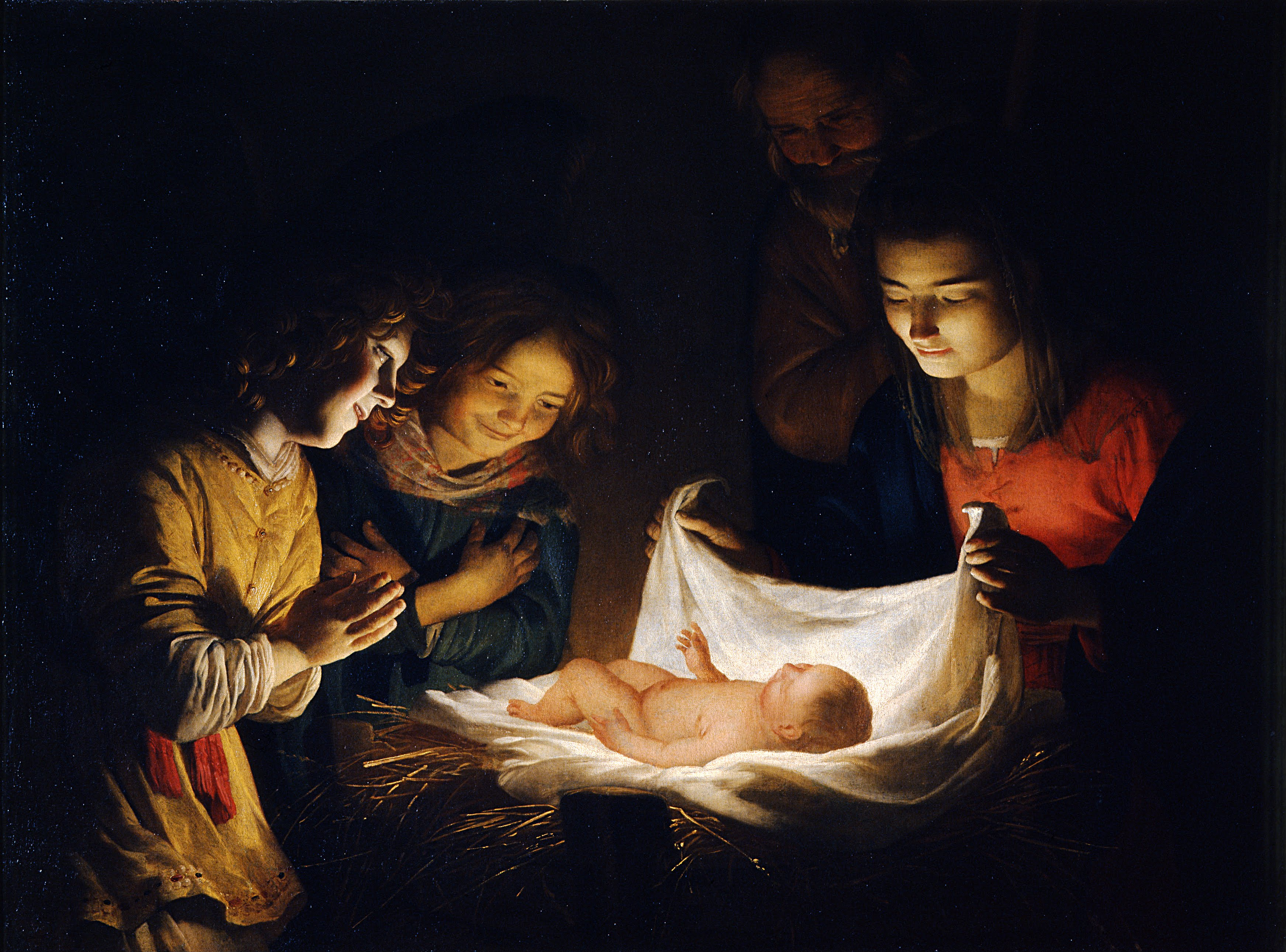
Adoration of the Child, 1620
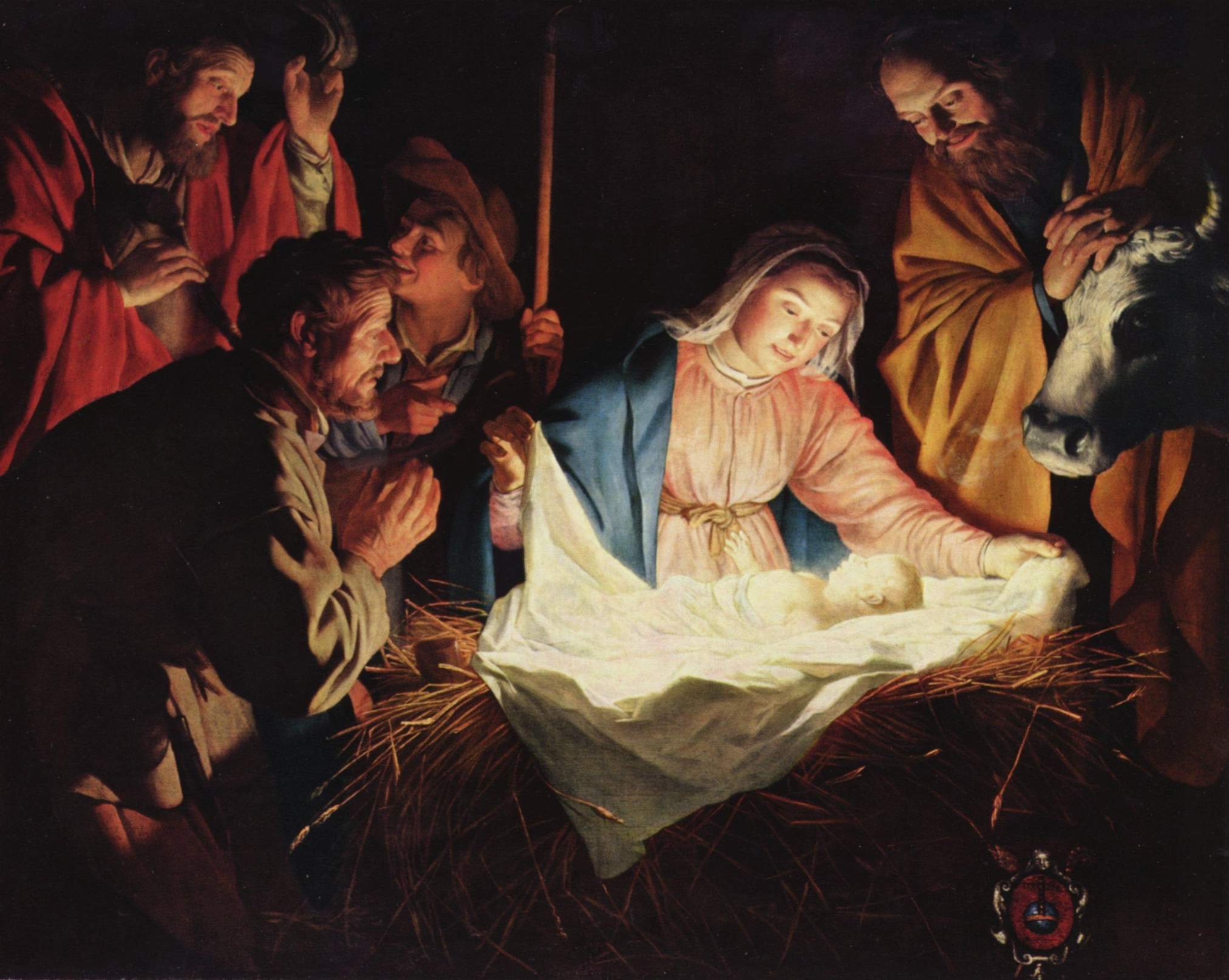
العشق للرعاة 1622، متحف فالراف-ريتشارتز
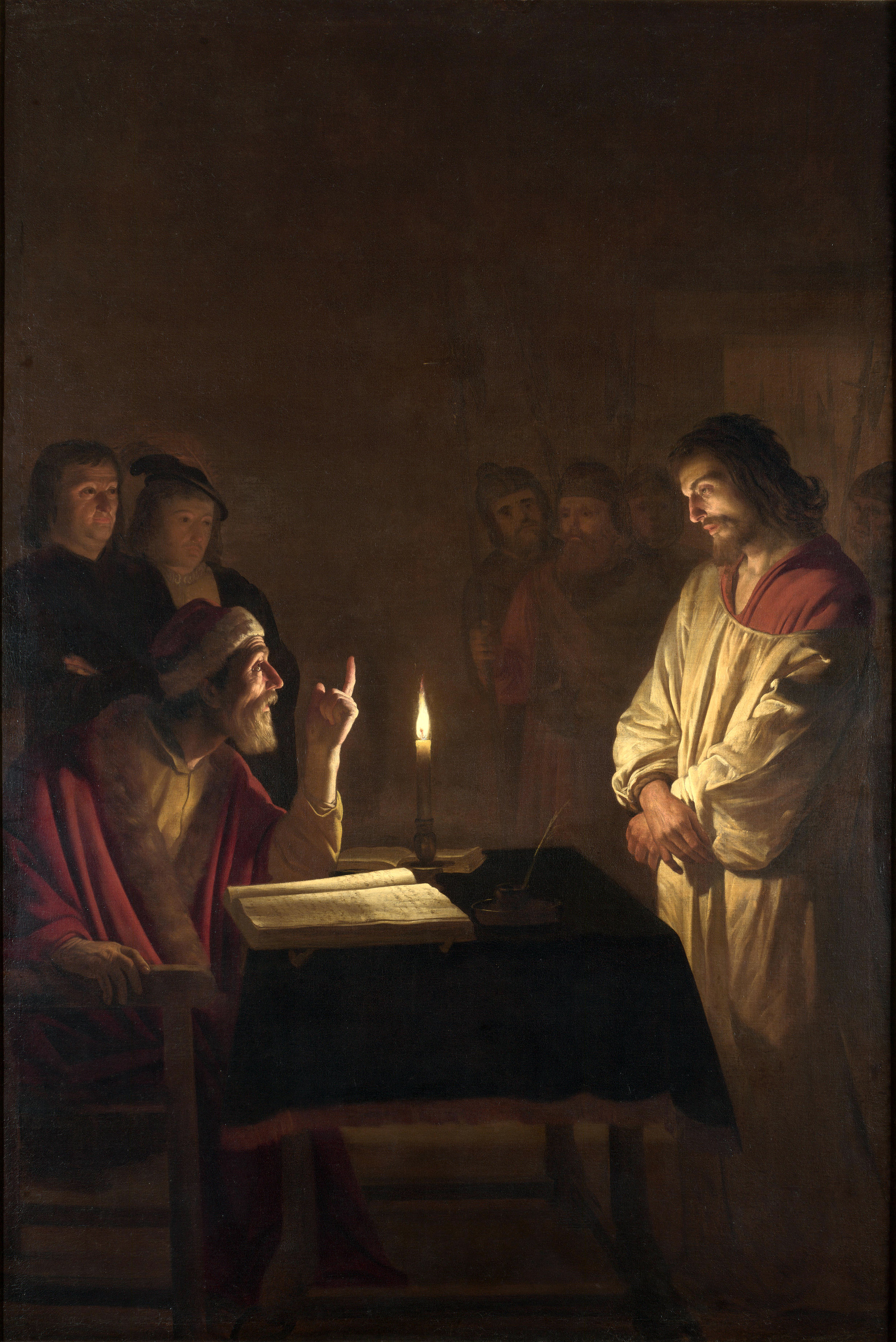
Christ before the High Priest, c. 1617, المعرض الوطني (لندن)
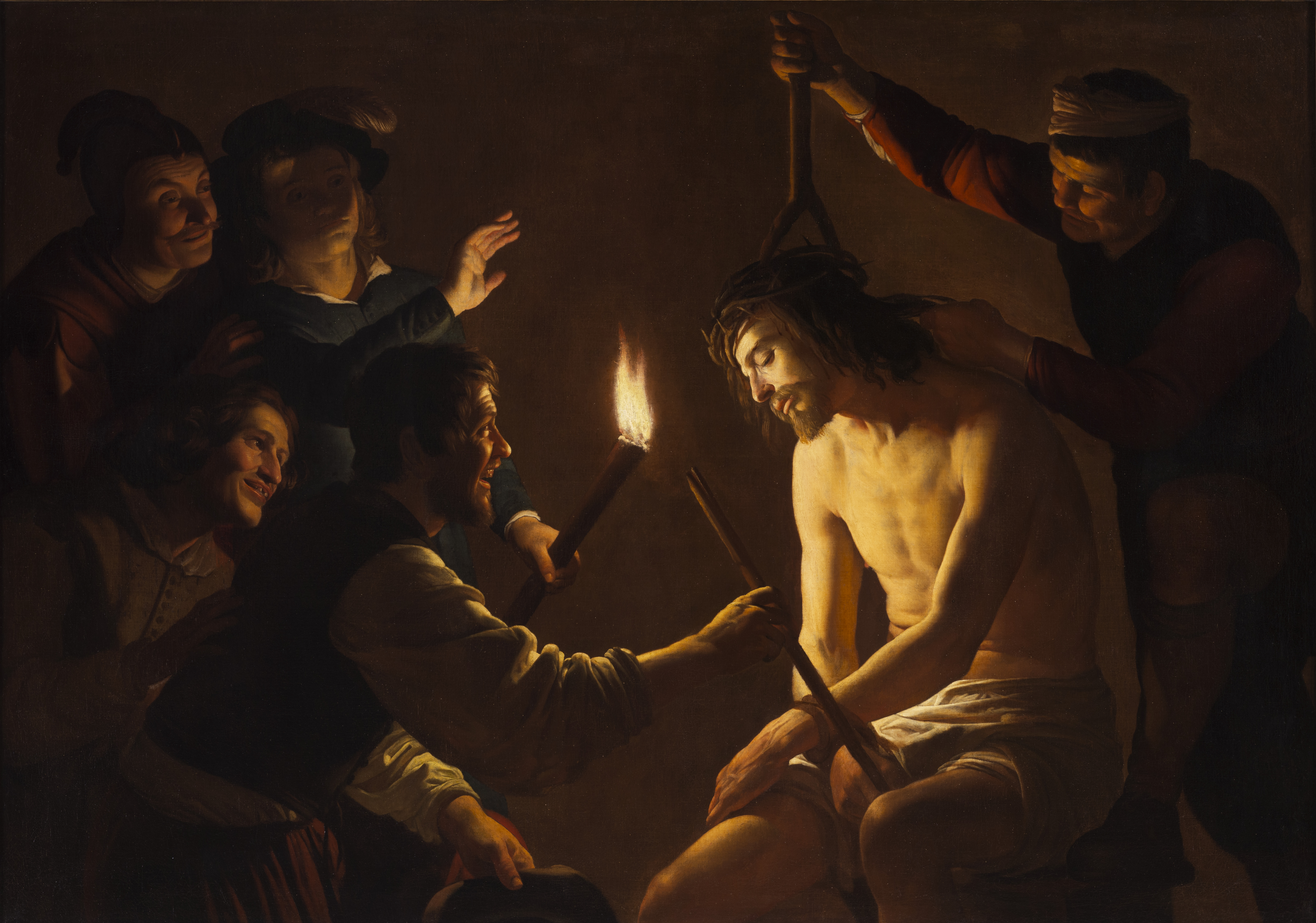
Mocking of Christ by Gerard van Honthorst
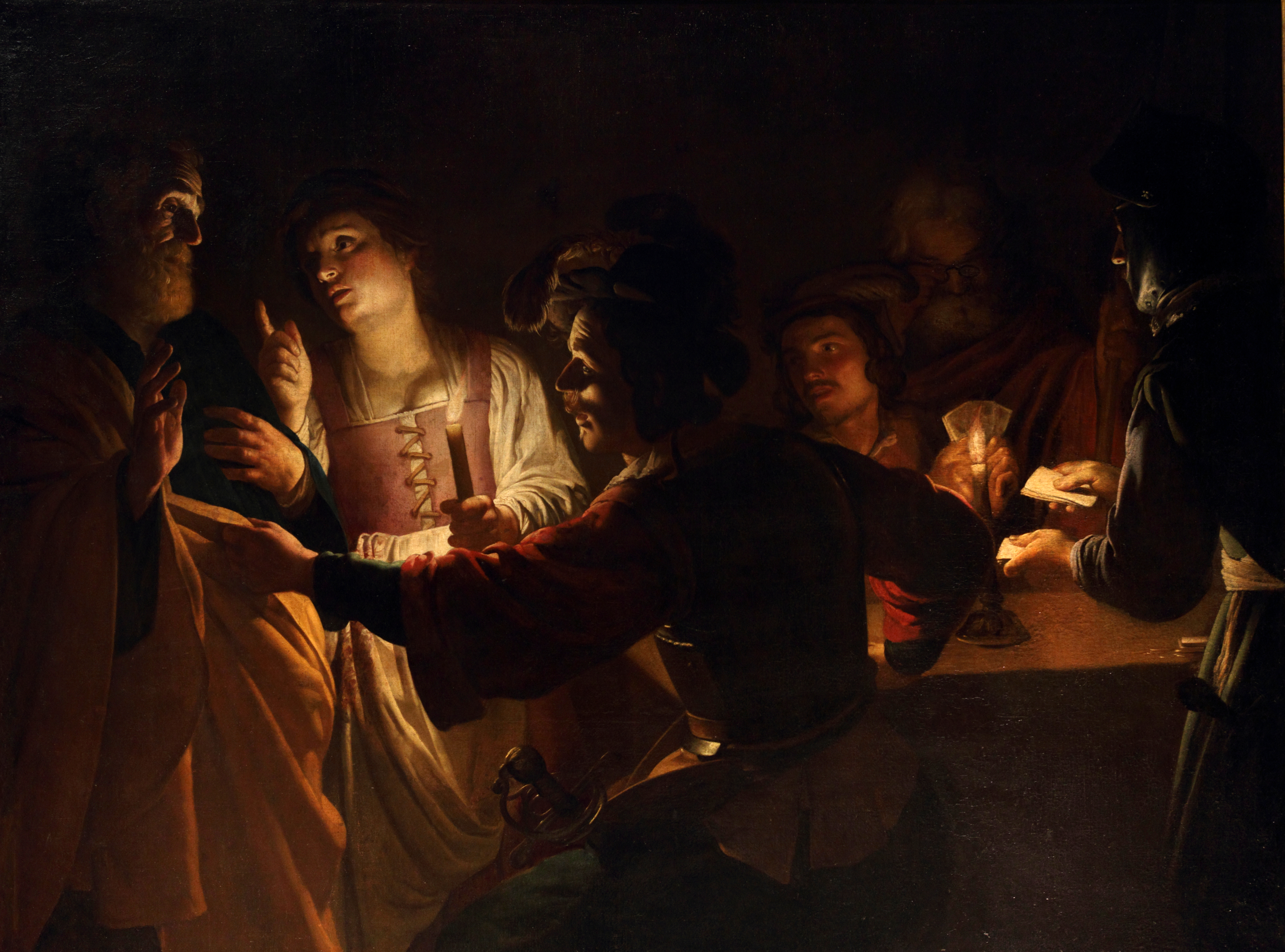
The Denial of بطرس, c. 1620

لوحات جيرارد فان هونثورست حول الموسيقيين
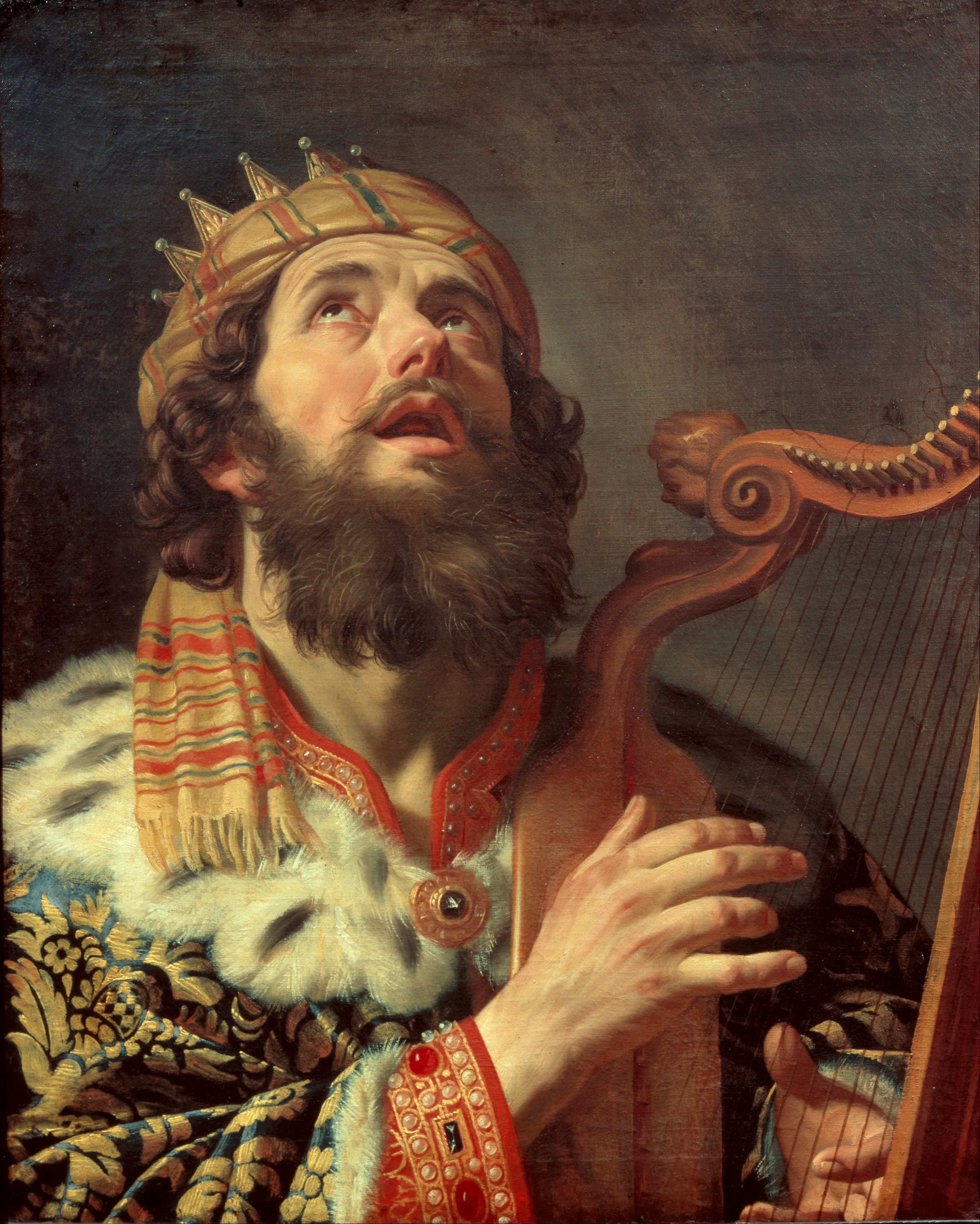
King David Playing the Harp
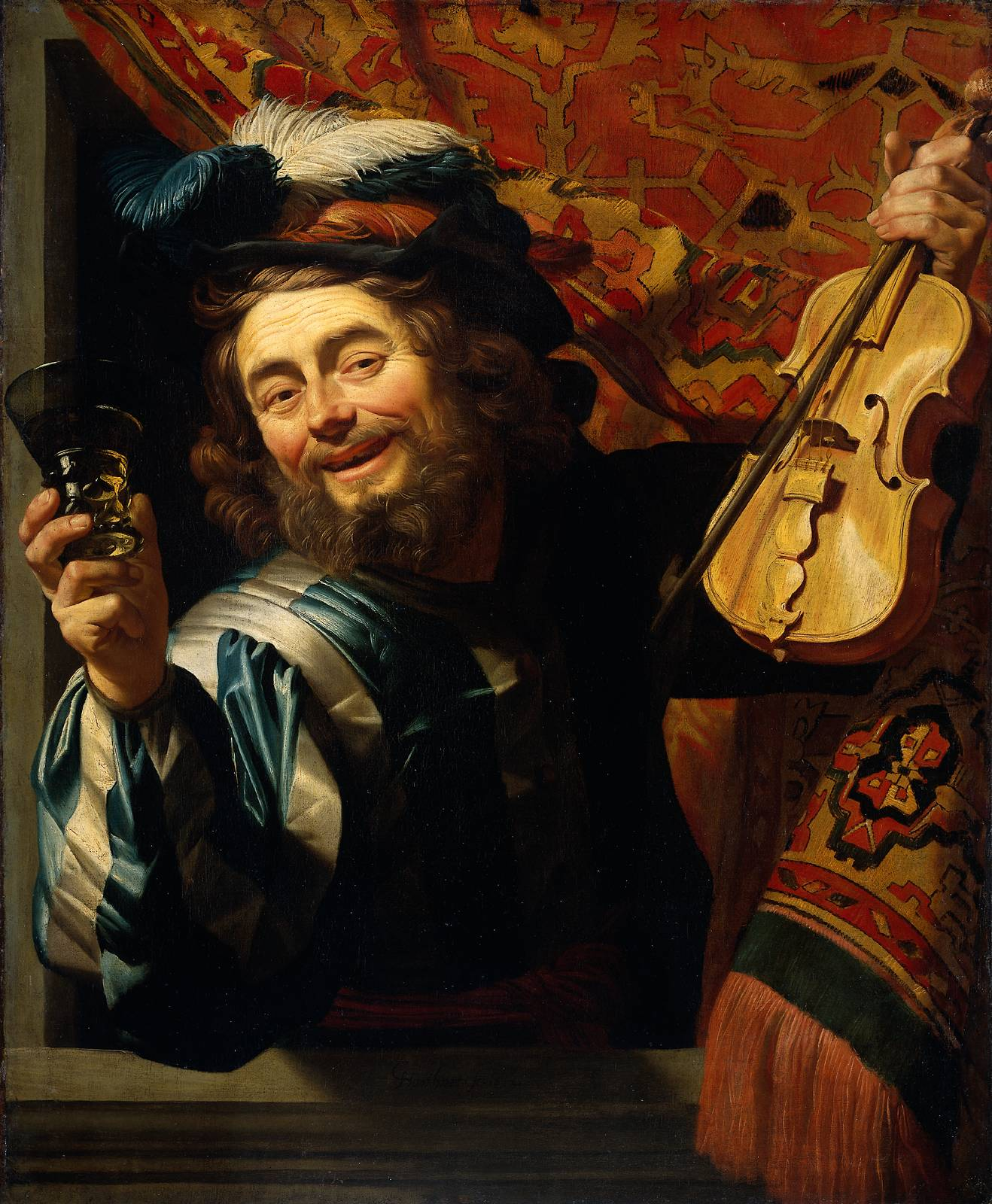
The happy Fiddler, 1623 متحف ريكز
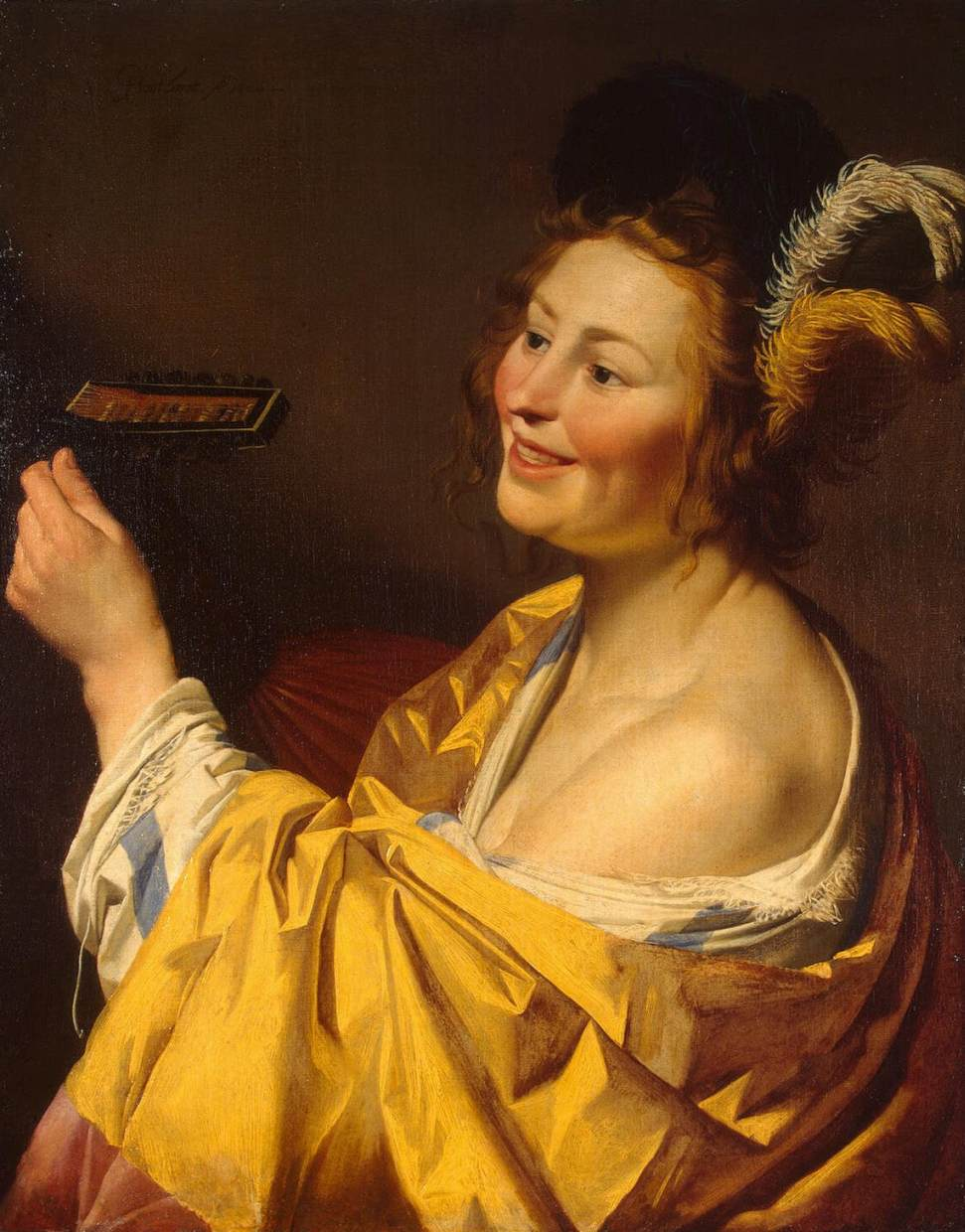
Lute Player, 1624
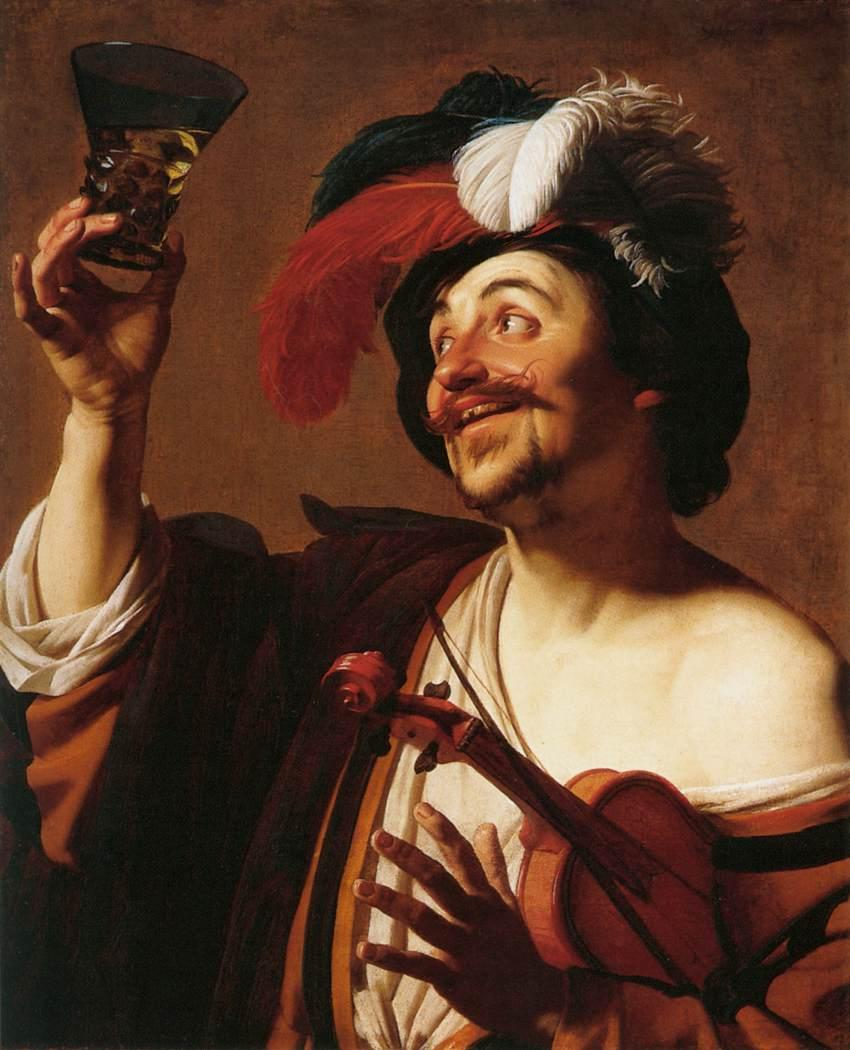
The Happy Violinist with a Glass of Wine
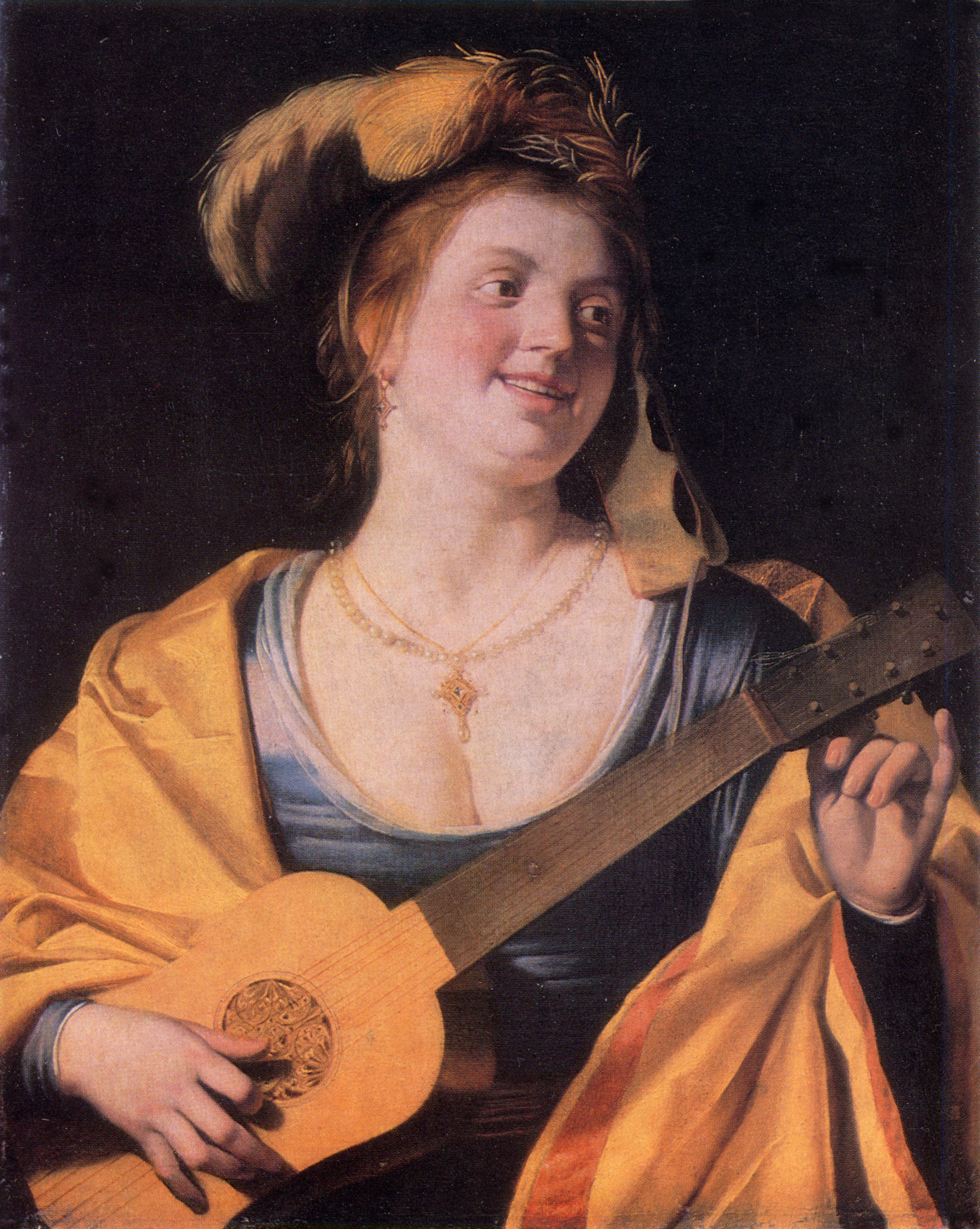
Woman with guitar 1631, Lviv National Art Gallery
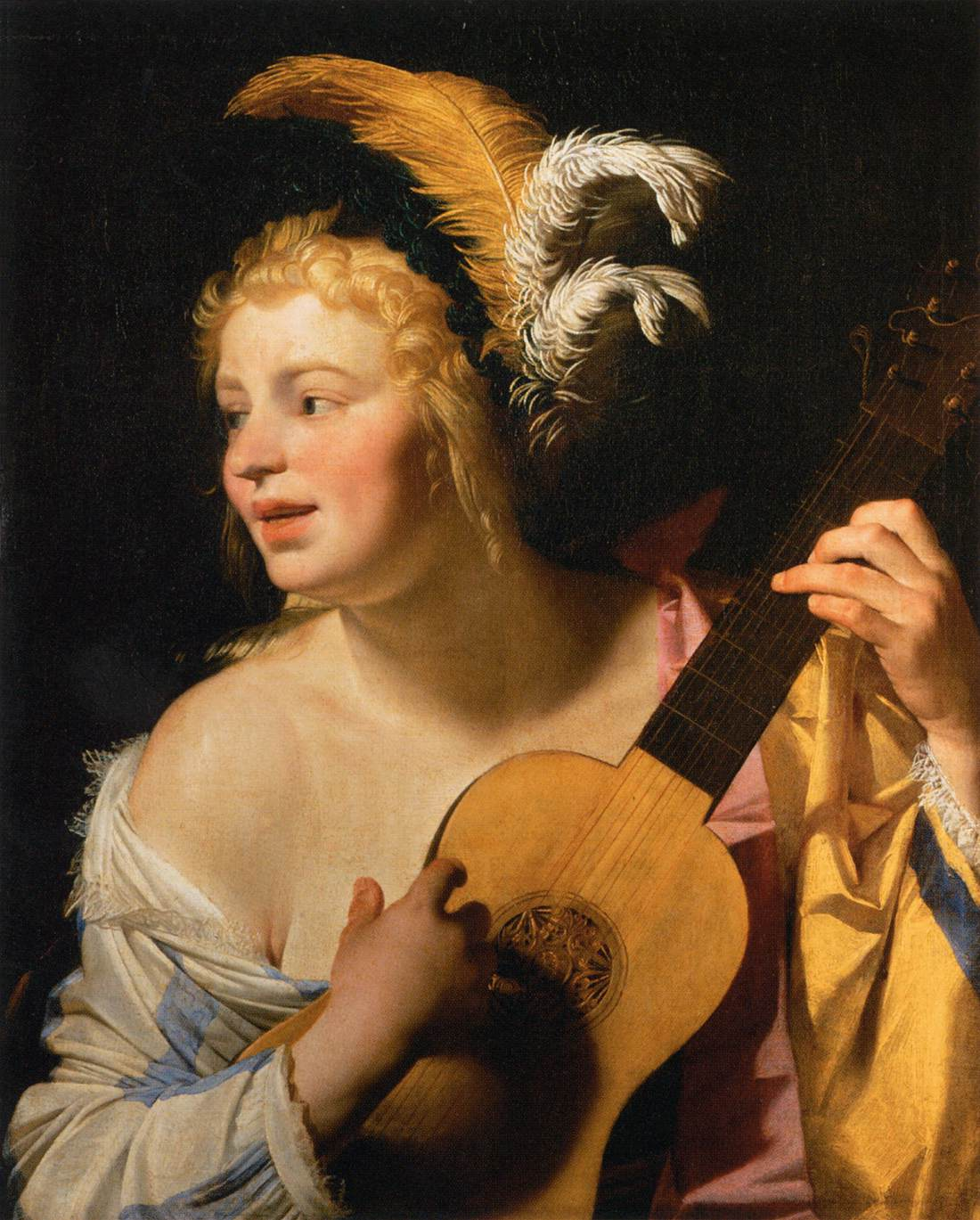
Woman Playing the Guitar
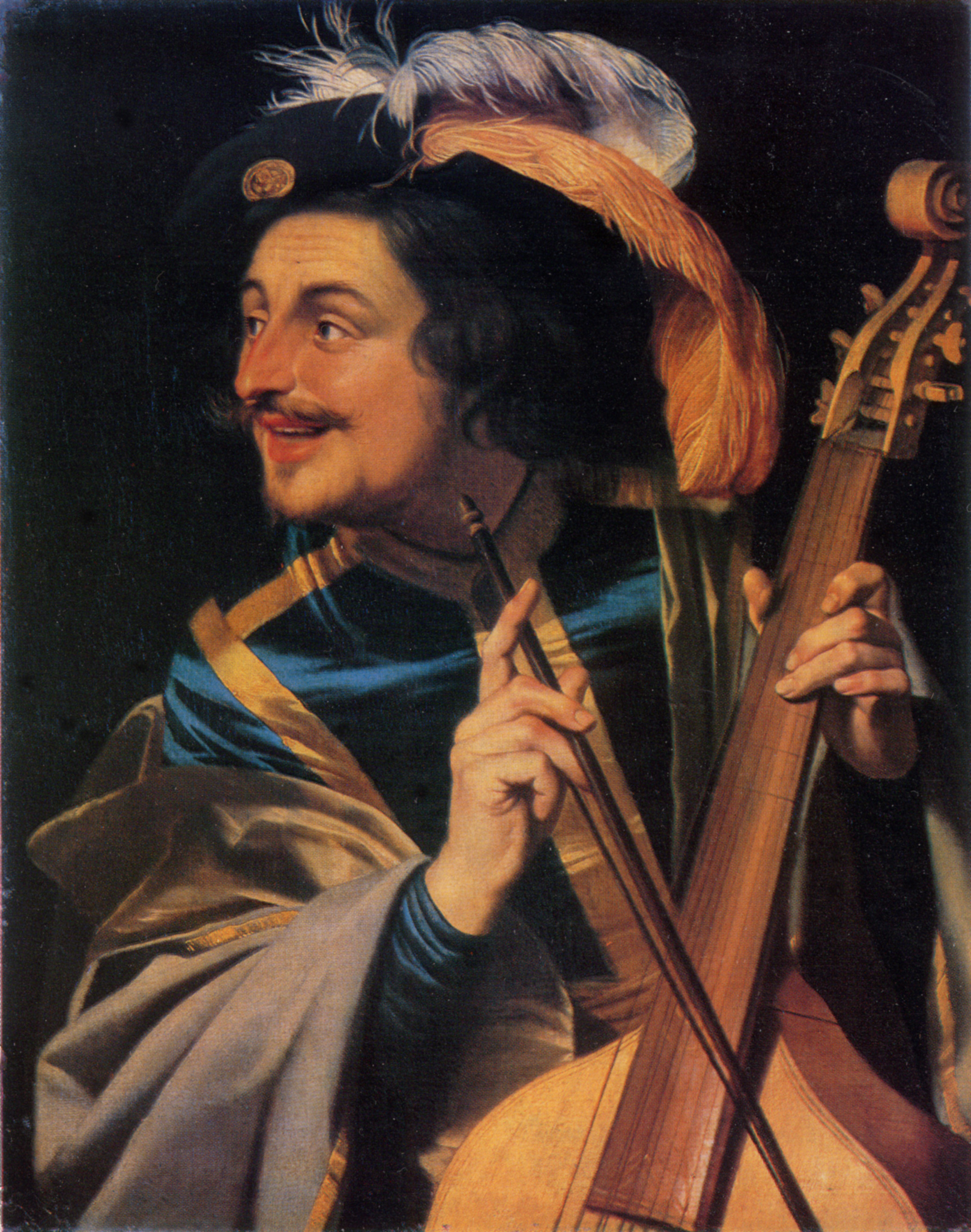
Man with كمان الساق
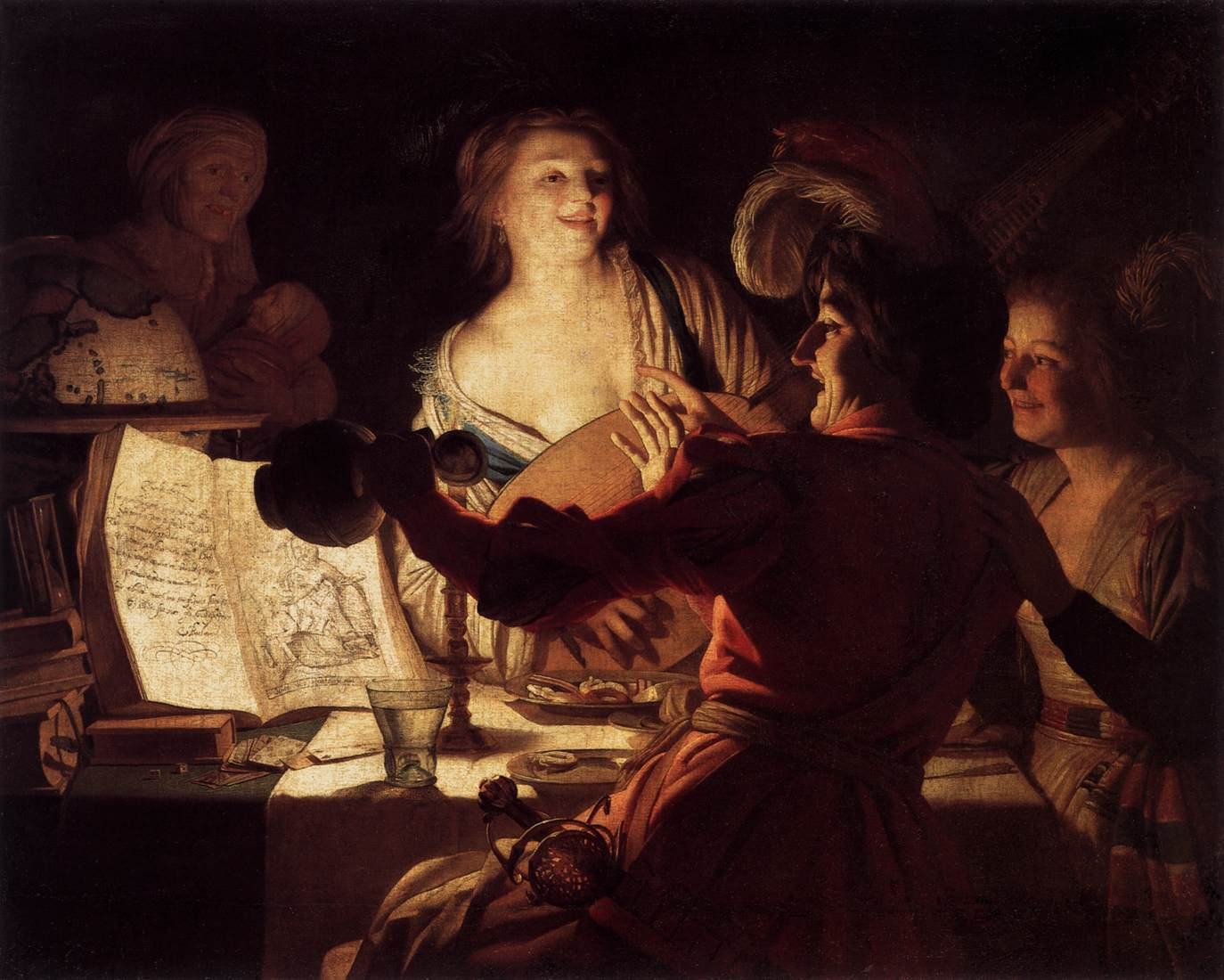
Merry Company
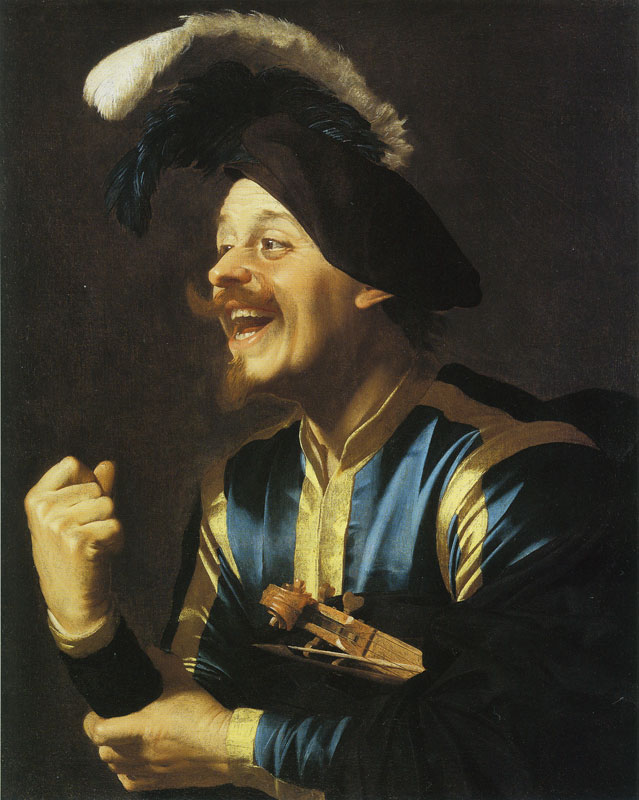
Merry Musician with Violin under His Left Arm

أخرى
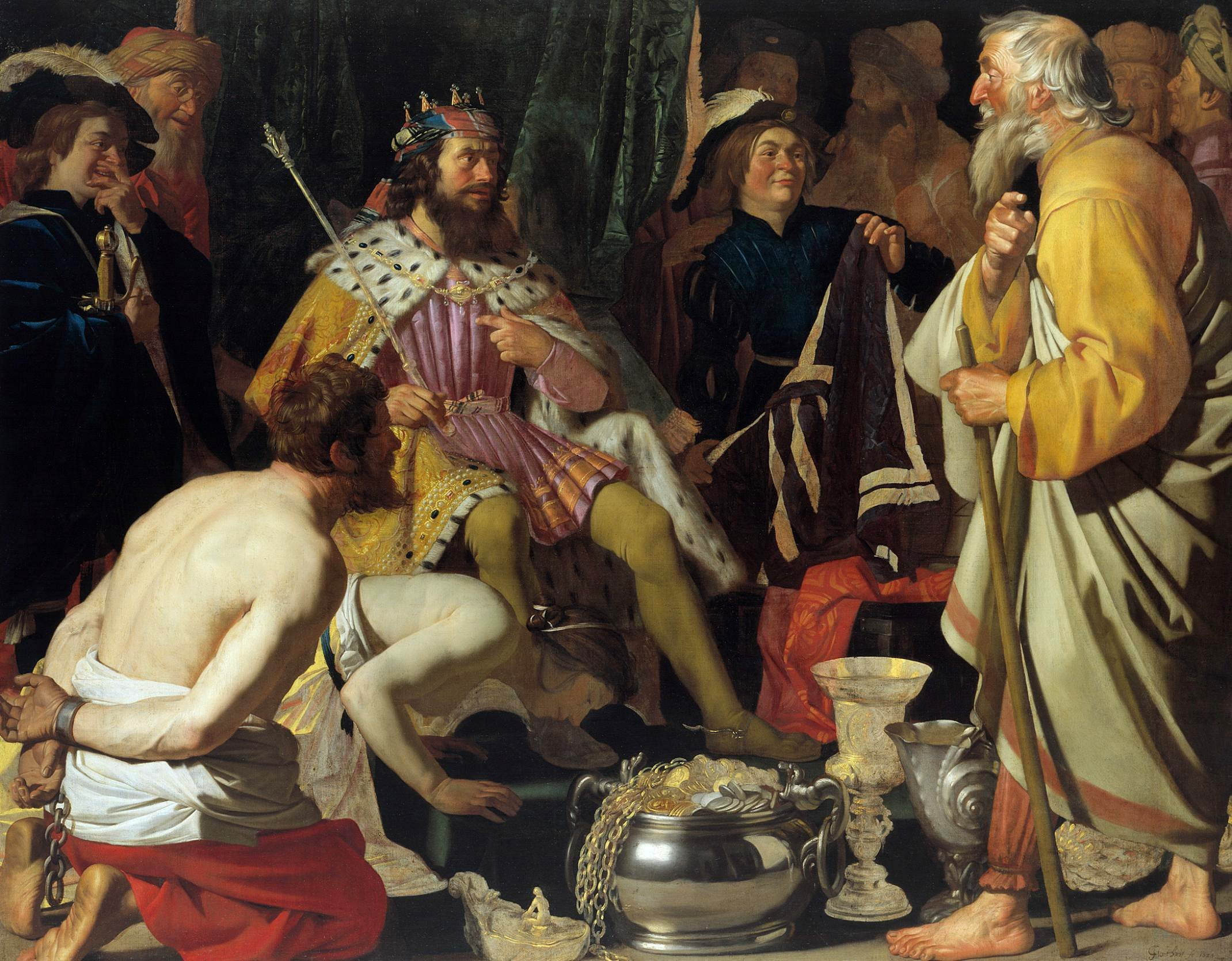
Solon and كرويسوس
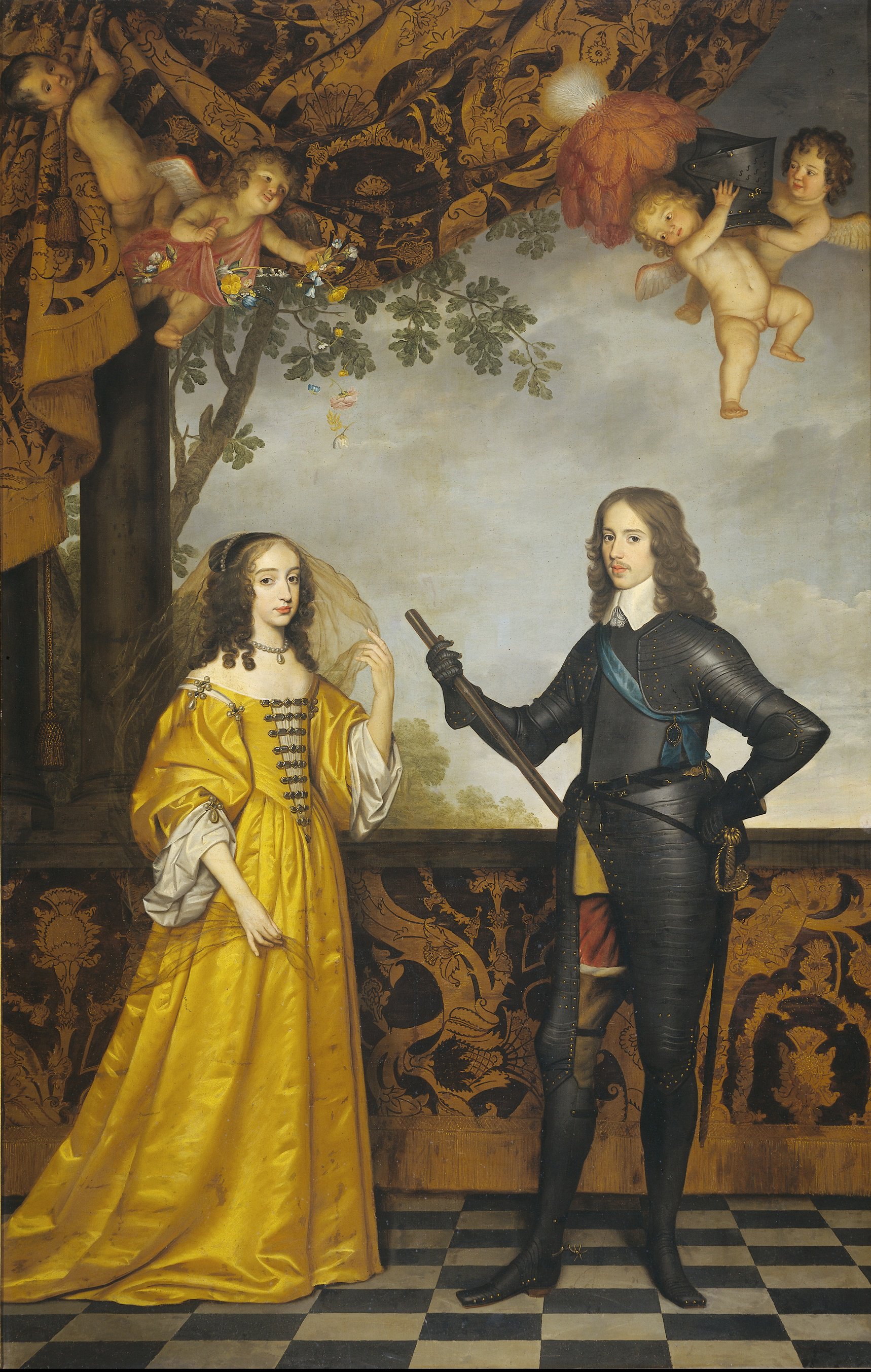
Portrait of William II (1626-50), prins of Oranje, and Maria Stuart (1631-60)
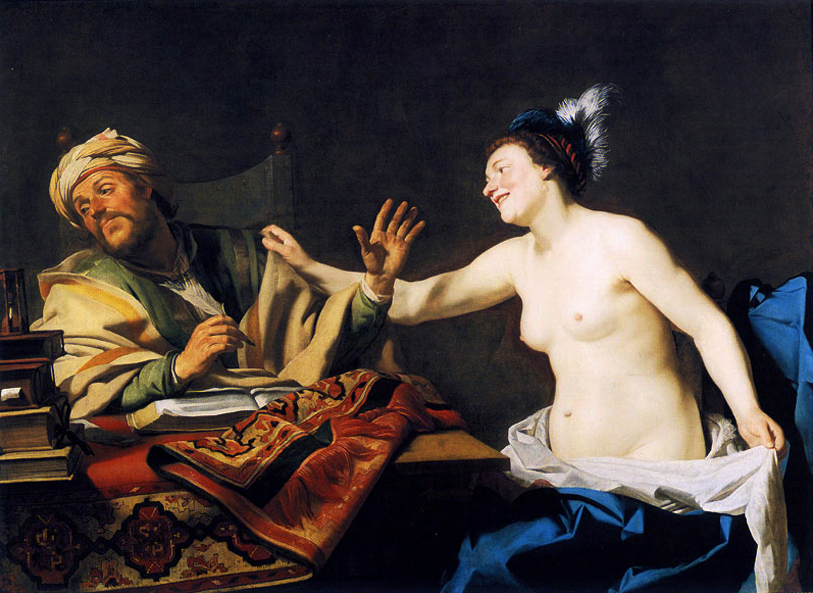
The Steadfast Philosopher, 1623 Private collection
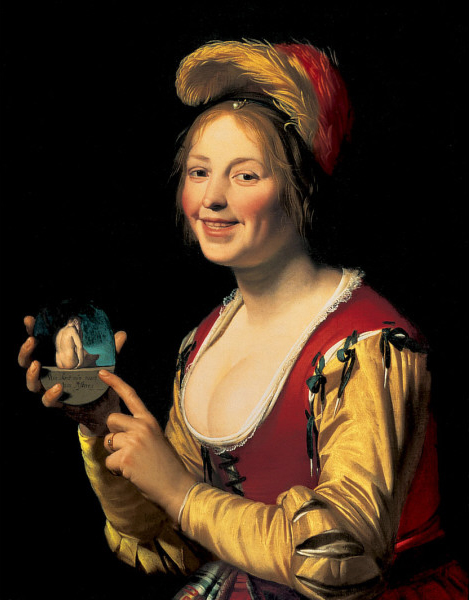
امرأة شابة تحمل مدلاة 1625. متحف سانت لويس للفنون، ميزوري.
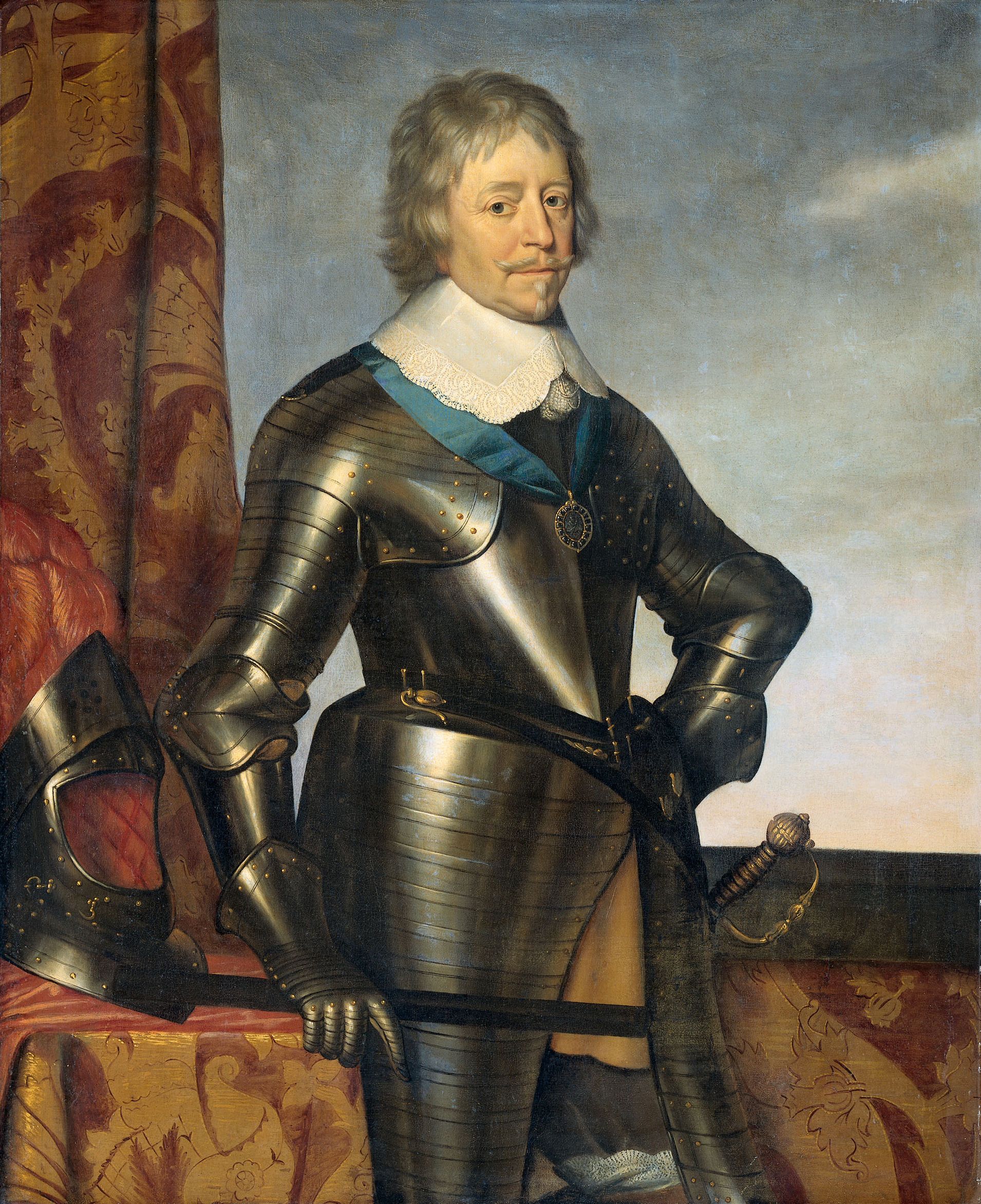
فريدريك هندريك فان اورانيه عام 1650
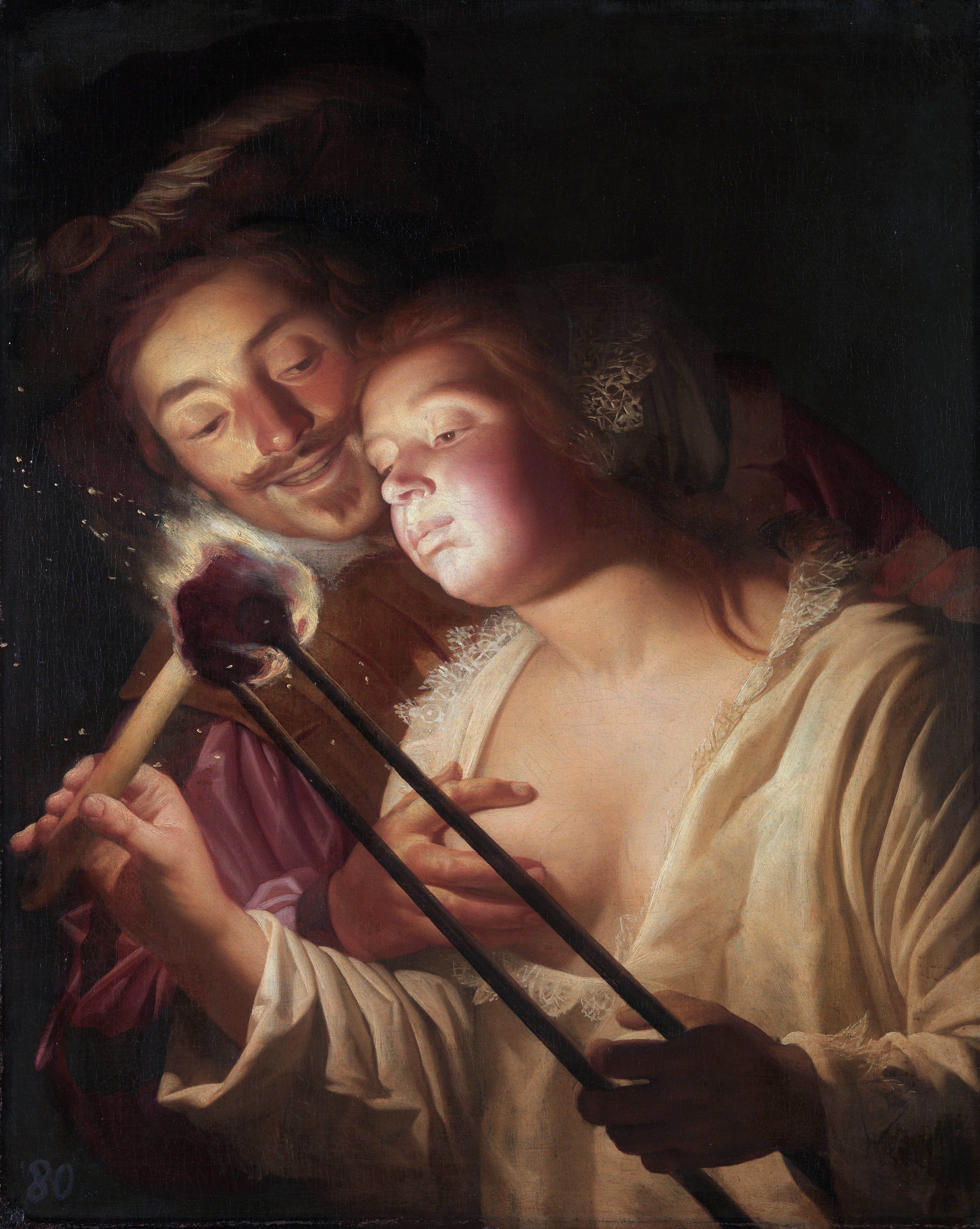
الجندي والفتاة، 'chiaroscuro,
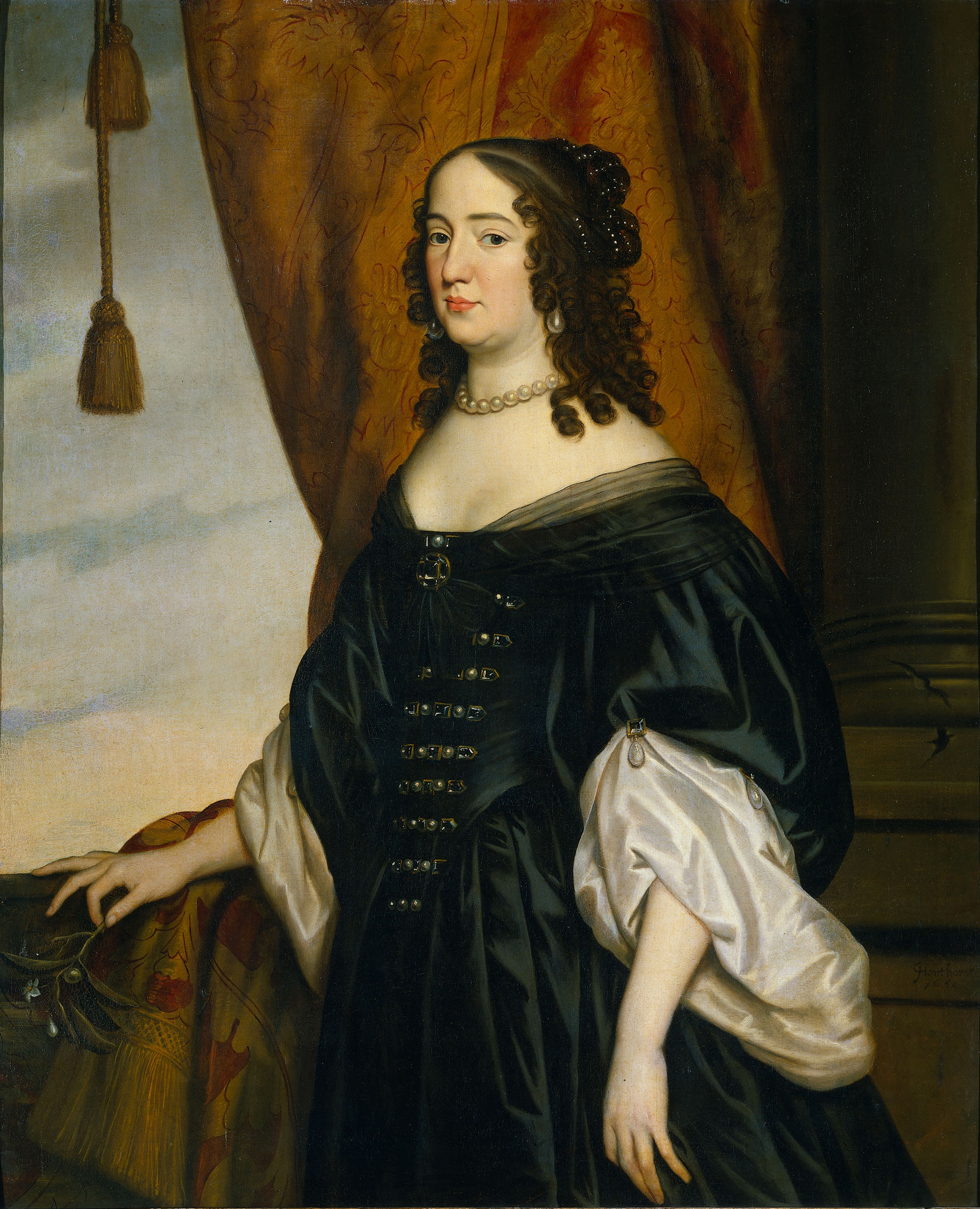
Pendant portrait of أماليا من زولمس-براونفلز
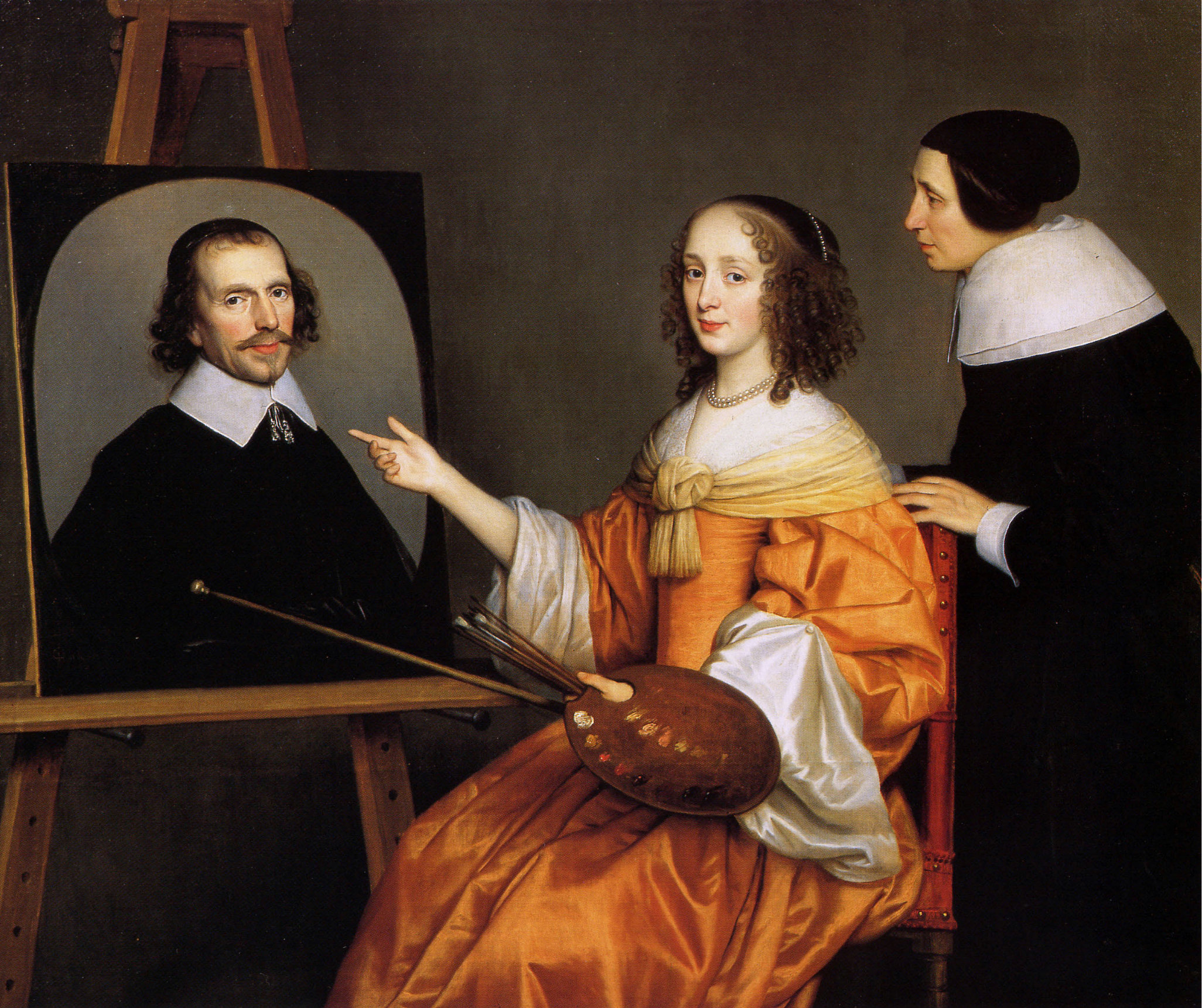
Margareta Maria de Roodere and Her Parents (c. 1652) المتحف المركزي في أوترخت  [لغات أخرى]‏, أوترخت
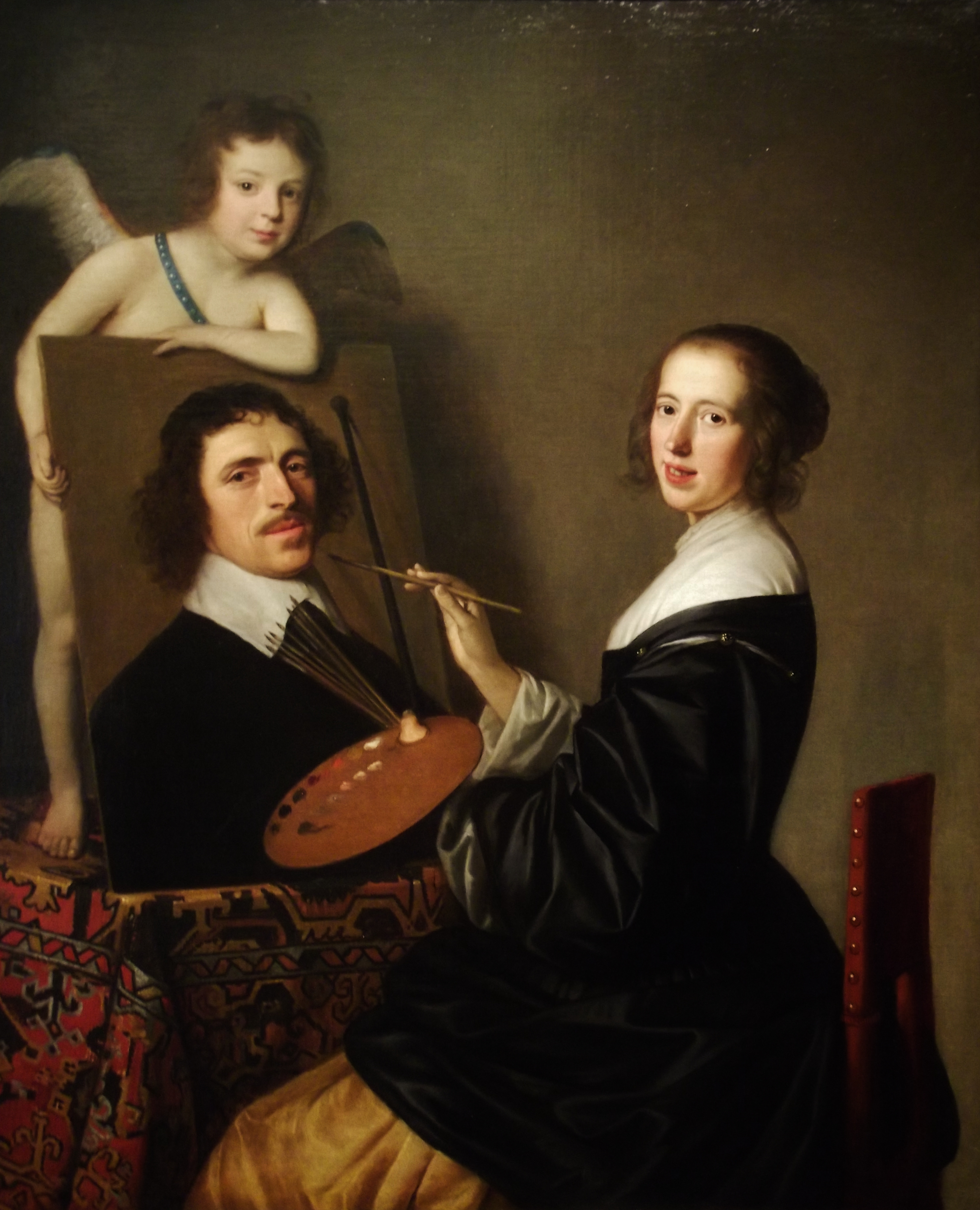
Allegory of Painting